# Torchiarolo
Torchiarolo ist eine italienische Gemeinde mit 5280 Einwohnern (Stand 31. Dezember 2023) in der Provinz Brindisi in Apulien.
Die Nachbarorte von Torchiarolo sind Lecce (LE), San Pietro Vernotico und Squinzano (LE).

## Bevölkerungsentwicklung
Torchiarolo zählt 1818 Privathaushalte. Zwischen 1991 und 2001 fiel die Einwohnerzahl von 5391 auf 5127. Dies entspricht einem prozentualen Rückgang von 4,9 %.

## Söhne und Töchter der Stadt
- Sigo Lorfeo (* 1953), Schauspieler, Sänger, Drehbuchautor und Regisseur